# Om diktkonsten
Om diktkonsten (klassisk grekiska: Περί Ποιητικής, Peri poietikes) är ett litterärt verk av den grekiske filosofen Aristoteles om poetiken. Verket skrevs troligen omkring 335 f.Kr., och var länge känt under sin latinska titel De Poetica (ej att förväxla med Horatius Ars poetica). Verket är västvärldens första litteraturkritiska verk, och Aristoteles försöker där definiera och klassificera de olika litterära genrer där rytm, språk och harmoni används. Fyra olika genrer identifieras, som kännetecknas av mimesis: dramatik, den lyriska och episka poesin och dityramb. Aristoteles analyserar vad som skiljer dessa åt och vad som utgör deras beståndsdelar. Den största delen av verket vigs åt att analysera tragedin.
Verket är inte fullständigt bevarat; analysen av komedin är därför ofullständig. Verket har haft en framträdande roll i den västerländska kulturhistorien, men har tolkats olika i olika tider. 1278 gjorde Wilhelm av Moerbeke en latinsk översättning,
1498 trycktes en latinsk översättning, utförd av Giorgio Valla. och 1508 publicerades den grekiska texten av Aldus Manutius. Boken finns utgiven på svenska bland annat i en översättning av Jan Stolpe från 1994.

## Centrala termer
| - Mimesis - Katarsis - Peripeti - Anagnorisis - Hamartia | - Mythos - Ethos - Dianoia - Lexis - Melos - Opsis - Topos |

## Tragedin
När Aristoteles försöker definiera tragedin konstaterar han att det är en "efterbildning av en hel och avslutad handling av ett visst omfång (för det är ju möjligt att något är helt utan att det har något omfång)." Fokuset på handling i definitionen är centralt, eftersom tragedin, liksom dramat, för Aristoteles i huvudsak var skrivet för muntligt framträdande. Han konstaterar att det behöver ett visst "omfång", liksom, senare i texten, ett visst mått av allvar. Ofta innebar detta att frågor om liv och död behandlades på ett sätt som gjorde det allmänt givande. I flera dramer kopplas stadens öde ihop med huvudpersonens, och därav följer att de flesta huvudpersoner var personer med stor makt i staden. Hel och avslutad handling syftar på att tragedin efter att den avslutats ska kännas avslutad; publiken måste kunna känna att inga fler ord behöver sägas. I definitionen ingår även att språket ska vara vackert utsmyckat, vilket blir logiskt givet att tragedierna i antikens Grekland sjöngs på vers. Slutligen fokuserar definitionen på vilka känslor som tragedin ska väcka hos läsaren eller betraktaren, där förbarmande och rädsla är centrala. Förbarmande för att man ska kunna känna empati med huvudkaraktären, och rädsla för att betraktaren ska undvika att upprepa samma misstag. En central del av känslan är begreppet katarsis, som syftar på den renande process som betraktandet av en tragedi ska leda till hos betraktaren.
Vidare formulerar Aristoteles sex centrala element hos en tragedi, i tur och ordning efter betydelsen han tillmäter elementet, handling, karaktärer, tema, diktion, melodi och skådespel.